# Luise Herklotz

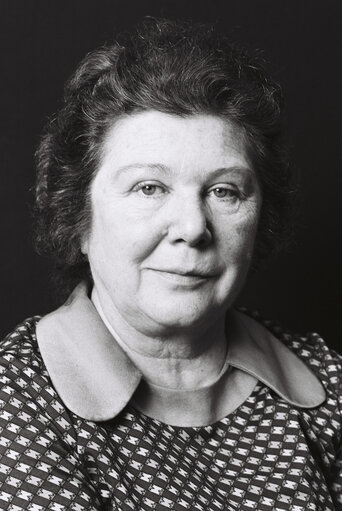
Luise Herklotz

Luise Herklotz (* 20. August 1918 in Speyer; † 25. Juli 2009 ebenda) war eine deutsche Politikerin der SPD.

## Leben und Beruf
Nach dem Besuch des städtischen Lyzeums absolvierte Herklotz, die evangelischen Glaubens war, ab 1935 eine journalistische Ausbildung bei der Speyerer Zeitung. Anschließend war sie zunächst als Redaktionssekretärin und schließlich als Redakteurin tätig. Ab 1947 arbeitete sie für Die Freiheit in Neustadt an der Weinstraße. 1948 beteiligte sie sich an der Gründung des Journalistenverbandes Pfalz.
Von 1978 bis 1992 war Herklotz Vorsitzende der Arbeiterwohlfahrt in Speyer, der sie seit 1946 angehörte. Im Juli 1984 wurde gegen Herklotz ein Ermittlungsverfahren wegen des Verdachts des Betrugs und der Untreue eingeleitet. Dabei wurde untersucht, ob der von ihr geführte Verein für staatsbürgerliche Bildungsarbeit mit Hilfe von gefälschten Unterschriftenlisten für nicht abgehaltene „Geisterseminare“ 40.000 bis 50.000 DM an Staatszuschüssen erschlichen hatte, und ob diese Gelder an die SPD und Arbeiterwohlfahrt weitergeleitet wurden. Das Europaparlament hob die Immunität von Herklotz jedoch wegen eines „politischen Zusammenhangs“ nicht auf, so dass zunächst nicht weiter ermittelt werden konnte. Nach ihrem Ausscheiden aus dem Parlament 1984 wurde das Verfahren wieder aufgenommen.

## Partei
Herklotz trat 1946 der SPD bei und wurde bald Vorsitzende der SPD-Frauenorganisation in der Pfalz. Später wurde sie Mitglied des Bezirksvorstandes der SPD in der Pfalz und des Landesausschusses Rheinland-Pfalz sowie des zentralen Frauenausschusses der Bundes-SPD. Von 1958 bis 1962 gehörte sie dem Parteivorstand an. 1970 erfolgte die Wahl in die Kontrollkommission der Partei. Von 1974 bis 1978 war sie Ortsvorsitzende der SPD in ihrer Heimatstadt Speyer.

## Abgeordnete
Luise Herklotz war von 1949 bis zum 5. Oktober 1957 Landtagsabgeordnete in Rheinland-Pfalz. Der Landtag wählte sie 1954 zum Mitglied der zweiten Bundesversammlung, die Theodor Heuss als Bundespräsident wiederwählte. Sie gehörte dem Deutschen Bundestag vom 24. September 1956, als sie für Hermann Trittelvitz nachrückte, bis 1972 an. Von 1966 bis 1973 war sie auch Mitglied der Parlamentarischen Versammlung des Europarates.
Später war sie von 1979 bis 1984 Mitglied des Europaparlaments.

## Ehrungen
Am 6. September 2003 verlieh ihr die Stadt Speyer das Ehrenbürgerrecht. Im Jahr 1973 wurde sie mit dem Verdienstkreuz Erster Klasse, dessen Annahme sie 1969 noch abgelehnt hatte, und im Juni 1984 mit dem Großen Bundesverdienstkreuz des Verdienstordens der Bundesrepublik Deutschland ausgezeichnet. 1986 erhielt sie die Marie-Juchacz-Plakette der Arbeiterwohlfahrt, 1990 die Verdienstmedaille der Stadt Speyer und 1999 den Verdienstorden des Landes Rheinland-Pfalz.